# Gilling East
Gilling East – wieś w Anglii, w hrabstwie North Yorkshire, w dystrykcie (unitary authority) North Yorkshire. Leży 26 km na północ od miasta York i 304 km na północ od Londynu.